# Tmesisternus lictorius
Tmesisternus lictorius là một loài bọ cánh cứng trong họ Cerambycidae.